# MKB-10 poglavlje XXI: Čimbenici s utjecajem na zdravstveni status i kontakt sa zdravstvenim ustanovama

## (Z00-Z99) - Čimbenici s utjecajem na zdravstveni status i kontakt sa zdravstvenim ustanovama

### (Z00-Z13) - Osobe na pregledu, pretragama i promatranju
- Z00 Opći pregled i ispitivanje osoba bez tegoba ili postavljene dijagnoze
  - Z00.0 Sistematski pregled
  - Z00.1 Sistematski pregled dojenčadi i djece
  - Z00.2 Sistematski pregled u razdoblju nagla rasta u djetinjstvu
  - Z00.3 Sistematski pregled radi utvrđivanja stanja razvoja adolescenata
  - Z00.4 Opći psihijatrijski pregled, nasvrstan drugamo
  - Z00.5 Sistematski pregled potencijalnog davatelja tkiva i organa
  - Z00.6 Pregled za usporedbu i kontrolu nalaza kliničkih istraživanja programa
  - Z00.8 Ostali sistematski pregled

- Z01 Drugi specijalni pregled i ispitivanja osoba bez tegoba ili utvrđene dijagnoze
  - Z01.0 Pregled očiju i vida
  - Z01.1 Pregled uha i sluha
  - Z01.2 Pregled zubala
  - Z01.3 Mjerenje krvnoga tlaka
  - Z01.4 Ginekološki pregled (opći) (rutinski)
  - Z01.5 Dijagnostički kožni testovi i testovi na preosjetljivost
  - Z01.6 Radiološke pretrage, nesvrstano drugamo
  - Z01.7 Laboratorijske pretrage
  - Z01.8 Ostali specificirani specijalni pregled
  - Z01.9 Specijalni pregled, nespecificiran

- Z02 Pretrage i pregled zbog administrativnih razloga
  - Z02.0 Pregled za upis u obrazovnu ustanovu
  - Z02.1 Prethodni pregled prije zapošljavanja
  - Z02.2 Pregled za prijam na boravak u ustanovu
  - Z02.3 Pregled za novačenje
  - Z02.4 Pregled za izdavanje vozačke dozvole
  - Z02.5 Pregled za dozvolu za bavljenje sportom
  - Z02.6 Pregled radi osiguranja
  - Z02.7 Izdavanje liječničke svjedodžbe
  - Z02.8 Ostali pregledi zbog administrativnih razloga
  - Z02.9 Pregledi zbog administrativnih razloga, nespecificirani

- Z03 Medicinsko promatranje i praćenje (opservacija i evaluacija) zbog sumnje na bolest i bolesna stanja
  - Z03.0 Promatranje zbog sumnje na tuberkulozu
  - Z03.1 Promatranje zbog sumnje na zloćudnu novotvorinu
  - Z03.2 Promatranje zbog sumnje na duševne poremećaje i poremećaje ponašanja
  - Z03.3 Promatranje zbog sumnje na poremećaje živčanog sustava
  - Z03.4 Promatranje zbog sumnje na infarkt miokarda
  - Z03.5 Promatranje zbog sumnje na druge bolesti cirkulacijskog sustava
  - Z03.6 Promatranje znakova otrovanja pri sumnji na otrovanje progutanom tvari
  - Z03.8 Promatranje zbog sumnje na druge bolesti i stanja
  - Z03.9 Promatranje zbog sumnje na bolesti i stanja, nespecificirano

- Z04 Pregled i promatranje zbog drugih razloga
  - Z04.0 Test za utvrđivanje prisutnosti aklohola i lijekova u krvi
  - Z04.1 Pregled i promatranje nakon prometne nesreće
  - Z04.2 Pregled i promatranje nakon nesreće na radu
  - Z04.3 Pregled i promatranje nakon ostalih nesreća
  - Z04.4 Pregled i promatranje nakon navodnog silovanja ili zavođenja
  - Z04.5 Pregled i promatranje nakon nanesenih ozljeda
  - Z04.6 Opći psihijatrijski pregled, na zahtjev službenog organa
  - Z04.8 Pregled i promatranje zbog ostalih specificiranih razloga
  - Z04.9 Pregled i promatranje zbog ostalih nespecificiranih razloga

- Z08 Kontrolni pregledi nakon liječenja zloćudne novotvorine
  - Z08.0 Kontrolni pregled nakon operacije zloćudne novotvorine
  - Z08.1 Kontrolni pregled nakon radioterapije zloćudne novotvorine
  - Z08.2 Kontrolni pregled nakon kemoterapije zloćudne novotvorine
  - Z08.7 Kontrolni pregled nakon kombinirana liječenja zloćudne novotvorine
  - Z08.8 Kontrolni pregled nakon drugih oblika liječenja zloćudne novotvorine
  - Z08.9 Kontrolni pregled nakon nespecificirana liječenja zloćudne novotvorine

- Z09 Kontrolni pregledi nakon liječenja drugih bolesti i stanja, koja nisu zloćudne novotvorine
  - Z09.0 Kontrolni pregled nakon operacije zbog drugih bolesti
  - Z09.1 Kontrolni pregled nakon radioterapije zbog drugih bolesti
  - Z09.2 Kontrolni pregled nakon kemoterapije zbog drugih bolesti
  - Z09.3 Kontrolni pregled nakon psihoterapije
  - Z09.4 Kontrolni pregled nakon liječenja prijeloma
  - Z09.7 Kontrolni pregled nakon kombinirana liječenja ostalih bolesti
  - Z09.8 Kontrolni pregled nakon ostalih oblika liječenja drugih bolesti
  - Z09.9 Kontrolni pregled nakon nespecificirana liječenja ostalih bolesti

- Z10 Sistematski pregled definiranih subpopulacija
  - Z10.0 Pregled zbog profesionalnih bolesti
  - Z10.1 Sistematski pregled štićenika ustanove
  - Z10.2 Sistematski pregled pripadnika vojske
  - Z10.3 Sistematski pregled članova sporstkih momčadi
  - Z10.8 Sistematski pregledi drugih definiranih subpopulacija

- Z11 Specijalni skrining-pregled za otkrivanje zaraznih i parazitarnih bolesti
  - Z11.0 Specijalni skrining-pregled za otkrivanje crijevnih zaraznih bolesti
  - Z11.1 Specijalni skrining-pregled za otkrivanje plućne tuberkuloze
  - Z11.2 Specijalni skrining-pregled za otkrivanje drugih bakterijskih bolesti
  - Z11.3 Specijalni skrining-pregled za otkrivanje bolesti koje se prenose prije svega seksualnim kontaktom
  - Z11.4 Specijalni skrining-pregled za otkrivanje humanog imunodeficijencijskog virusa (HIV)
  - Z11.5 Specijalni skrining-pregled za otkrivanje drugih virusnih bolesti
  - Z11.6 Specijalni skrining-pregled za otkrivanje protozoalnih bolesti i helmintijaze
  - Z11.8 Specijalni skrining-pregled za otkrivanje drugih zaraznih i parazitarnih bolesti
  - Z11.9 Specijalni skrining-pregled za otkrivanje drugih zaraznih i parazitarnih bolesti, nespecificiran

- Z12 Specijalni skrining-pregled za otkrivanje zloćudnih novotvorina
  - Z12.0 Specijalni skrining-pregled za otkrivanje zloćudne novotvorine želuca
  - Z12.1 Specijalni skrining-pregled za otkrivanje zloćudne novotvorine crijeva
  - Z12.2 Specijalni skrining-pregled za otkrivanje zloćudne novotvorine dišnih organa
  - Z12.3 Specijalni skrining-pregled za otkrivanje zloćudne novotvorine dojke
  - Z12.4 Specijalni skrining-pregled za otkrivanje zloćudne novotvorine vrata (cerviksa) maternice
  - Z12.5 Specijalni skrining-pregled za otkrivanje zloćudne novotvorine prostate
  - Z12.6 Specijalni skrining-pregled za otkrivanje zloćudne novotvorine mokraćnoga mjehura
  - Z12.8 Specijalni skrining-pregled za otkrivanje zloćudnih novotvorina na drugim mjestima
  - Z12.9 Specijalni skrining-pregled za otkrivanje zloćudnih novotvorina, nespecificiran

- Z13 Specijalni skrining-pregled za otkrivanje drugih bolesti i poremećaja
  - Z13.0 Specijalni skrining-pregled za otkrivanje bolesti krvi i krvotvornih organa i nekih poremećaja imunološkog sustava
  - Z13.1 Specijalni skrining-pregled za otkrivanje šećerne bolesti
  - Z13.2 Specijalni skrining-pregled za otkrivanje poremećaja prehrane
  - Z13.3 Specijalni skrining-pregled za otkrivanje duševnih bolesti i poremećaja ponašanja
  - Z13.4 Specijalni skrining-pregled za otkrivanje određenih poremećaja razvoja u djetinjstvu
  - Z13.5 Specijalni skrining-pregled za otkrivanje poremećaja vida i sluha
  - Z13.6 Specijalni skrining-pregled za otkrivanje kardiovaskularnih poremećaja
  - Z13.7 Specijalni skrining-pregled za otkrivanje kongenitalnih malformacija, deformacija i kromosomske abnormalnosti
  - Z13.8 Specijalni skrining-pregled za otkrivanje drugih specificiranih bolesti i stanja
  - Z13.9 Specijalni skrining-pregled, nespecificiran

### (Z20-Z29) - Osobe izložene ili u kontaktu s prenosivim bolestima
- Z20 Izloženost ili kontakt sa zaraznim bolestima
  - Z20.0 Izloženost ili kontakt s crijevnim zaraznim bolestima
  - Z20.1 Izloženost ili kontakt s tuberkulozom
  - Z20.2 Izloženost ili kontakt s bolestima koje se prenose prije svega seksualnim kontaktom
  - Z20.3 Izloženost ili kontakt s bjesnoćom
  - Z20.4 Izloženost ili kontakt s rubeolom
  - Z20.5 Izloženost ili kontakt s virusnim hepatitisom
  - Z20.6 Izloženost ili kontakt s humanim imunodefinicijskim virusom (HIV)
  - Z20.7 Izloženost ili kontakt s pedikulozom, askarijazom i drugim infestacijama
  - Z20.8 Izloženost ili kontakt s drugim prenosivim bolestima
  - Z20.9 Izloženost ili kontakt s nespecificiranim prenosivim bolestima

- Z21 Stanje asimptomatske infekcije humanim imunodeficijencijskim virusom (HIV)
  - Z21.0 Stanje asimptomatske infekcije humanim imunodeficijencijskim virusom (HIV)

- Z22 Kliconoša
  - Z22.0 Kliconoša trbušnog tifusa
  - Z22.1 Kliconoša drugih crijevnih bolesti
  - Z22.2 Kliconoša difterije
  - Z22.3 Kliconoša drugih specificiranih zaraznih bolesti
  - Z22.4 Kliconoša bolesti koje se prenose prije svega seksualnim kontaktom
  - Z22.5 Kliconoša virusnog hepatitisa
  - Z22.6 Kliconoša infekcije humanim T-limfotropnim virusom tip 1 (HTLV-1)
  - Z22.8 Kliconoša drugih zaraznih bolesti
  - Z22.9 Kliconoša zaraznih bolesti, nespecificiran

- Z23 Potreba za cijepljenjem protiv pojedinih bakterijskih bolesti
  - Z23.0 Potreba za cijepljenjem protiv kolere
  - Z23.1 Potreba za cijepljenjem protiv trbušnog tifusa i paratifusa (TAB)
  - Z23.2 Potreba za cijepljenjem protiv tuberkuloze (BCG)
  - Z23.3 Potreba za cijepljenjem protiv kuge
  - Z23.4 Potreba za cijepljenjem protiv tularemije
  - Z23.5 Potreba za cijepljenjem protiv tetanusa
  - Z23.6 Potreba za cijepljenjem protiv difterije
  - Z23.7 Potreba za cijepljenjem protiv hripavca
  - Z23.8 Potreba za cijepljenjem protiv pojedinih drugih bakterijskih bolesti

- Z24 Potreba za cijepljenjem protiv pojedinih virusnih bolesti
  - Z24.0 Potreba za cijepljenjem protiv poliomijelitisa
  - Z24.1 Potreba za cijepljenjem protiv krpeljnog encefalitisa
  - Z24.2 Potreba za cijepljenjem protiv bjesnoće
  - Z24.3 Potreba za cijepljenjem protiv žute groznice
  - Z24.4 Potreba za cijepljenjem protiv ospica
  - Z24.5 Potreba za cijepljenjem protiv rubeole
  - Z24.6 Potreba za cijepljenjem protiv virusnog hepatitisa

- Z25 Potreba za cijepljenjem protiv drugih pojedinačnih virusnih bolesti
  - Z25.0 Potreba za cijepljenjem protiv zaušnjaka
  - Z25.1 Potreba za cijepljenjem protiv gripe
  - Z25.8 Potreba za cijepljenjem protiv drugih specificiranih virusnih bolesti

- Z26 Potreba za cijepljenjem protiv drugih pojedinačnih zaraznih bolesti
  - Z26.0 Potreba za cijepljenjem protiv lišmenijaze
  - Z26.8 Potreba za cijepljenjem protiv drugih pojedinačnih specificiranih zaraznih bolesti
  - Z26.9 Potreba za cijepljenjem protiv nespecificiranih zaraznih bolesti

- Z27 Potreba za cijepljenjem protiv kombinacije zaraznih bolesti
  - Z27.0 Potreba za cijepljenjem protiv kolere s trbušnim tifusom i paratifusom (kolera + TAB)
  - Z27.1 Potreba za cijepljenjem protiv difterije - tetanusa - pertusisa, kombinirano (DTP)
  - Z27.2 Potreba za cijepljenjem protiv difterije - tetanusa - pertusisa s trbušnim tifusom i paratifusom (DTP, TAB)
  - Z27.3 Potreba za cijepljenjem protiv difterije - tetanusa - pertusisa s poliomijelitisom (DTP + polio)
  - Z27.4 Potreba za cijepljenjem protiv morbila - rubeole - parotitisa (MO RU PA)
  - Z27.8 Potreba za cijepljenjem protiv drugih kombinacija zaraznih bolesti
  - Z27.9 Potreba za cijepljenjem protiv drugih nespecificiranih kombinacija zaraznih bolesti

- Z28 Neobavljeno cijepljenje
  - Z28.0 Neobavljeno cijepljenje zbog kontraindikacija
  - Z28.1 Neobavljeno cijepljenje zbog bolesnikova protivljenja iz vjerskih razloga ili zbog pritiska društvene skupine
  - Z28.2 Neobavljeno cijepljenje zbog bolesnikova protivljenja iz drugih i nespecificiranih razloga
  - Z28.8 Neobavljeno cijepljenje zbog drugih razloga
  - Z28.9 Neobavljeno cijepljenje zbog nespecificiranih razloga

- Z29 Potreba za drugim profilaktičkim mjerama
  - Z29.0 Izolacija
  - Z29.1 Profilaksa imunoterapijom
  - Z29.2 Ostala profilaksa kemoterapijom
  - Z29.8 Ostale specificirane profilaktične mjere
  - Z29.9 Profilaktične mjere, nespecificirano

### (Z30-Z39) - Osobe u tretmanu radi reproduktivnih
- Z30 Postupci u vezi sa sprečavanjem neželjene trudnoće
  - Z30.0 Opći i posebni savjeti o konracepciji
  - Z30.1 Umetanje unutarmaterničnih i kontacepcijskih sredstava
  - Z30.2 Sterilizacija
  - Z30.3 Kiretaža (curretage)
  - Z30.4 Nadzor nad uporabom (uzimanjem) kontraceptiva
  - Z30.5 Kontrola uporabe unutarmaterničnih kontracepcijskih sredstava
  - Z30.8 Drugi kontracepcijski postupci
  - Z30.9 Kontracepcijski postupci, nespecificirano

- Z31 Postupci u vezi s oplodnjom
  - Z31.0 Plastika jajovoda ili sjemenovoda (tuboplasty or vasoplasty) nakon prethodne sterilizacije
  - Z31.1 Umjetna oplodnja
  - Z31.2 In vitro oplodnja
  - Z31.3 Druge pomoćne metode oplodnje
  - Z31.4 Pretrage i testovi u vezi s oplodnjom
  - Z31.5 Genetsko savjetovanje
  - Z31.6 Opće savjetovanje i savjeti u vezi s oplodnjom
  - Z31.8 Drugi postupci u vezi s oplodnjom
  - Z31.9 Ostali nespecificirani postupci u vezi s oplodnjom

- Z32 Pregledi i testovi na trudnoću
  - Z32.0 Trudnoća, još nepotvrđena
  - Z32.1 Trudnoća, potvrđena

- Z33 Trudnoća, slučajna (neplanirana)
  - Z33.0 Trudnoća,slučajna (neplanirana)

- Z34 Nadzor nad normalnom trudnoćom
  - Z34.0 Nadzor nad normalnom prvom trudnoćom
  - Z34.8 Nadzor nad drugim normalnim trudnoćama
  - Z34.9 Nadzor nad trudnoćom, nespecificiran

- Z35 Nadzor nad visokorizičnom trudnoćom
  - Z35.0 Nadzor nad trudnoćom s neplodnošću u anamnezi
  - Z35.1 Nadzor nad trudnoćom s posljedicama prijašnjih pobačaja u anamnezi
  - Z35.2 Nadzor nad trudnoćom s ostalim opstetričnim i reproduktivnim nepovoljnim ishodima u anamnezi
  - Z35.3 Nadzor nad trudnoćom s nedovoljnom antenatalnom skrbi u anamnezi
  - Z35.4 Nadzor nad trudnoćom višerotkinje
  - Z35.5 Nadzor nad starijom prvorotkinjom
  - Z35.6 Nadzor nad vrlo mladom prvorotkinjom
  - Z35.7 Nadzor nad visokorizičnom trudnoćom zbog socijalnih problema
  - Z35.8 Nadzor nad drugom visokorizičnom trudnoćom
  - Z35.9 Nespecificirani nadzor nad visokorizičnom trudnoćom

- Z36 Antenatalni skrining (depistaža)
  - Z36.0 Antenatalni skrining na kromosomske anomalije
  - Z36.1 Antenatalni skrining povišene razine alfa-fetoproteina
  - Z36.2 Ostali antenatalni skrining metodom amniocenteze
  - Z36.3 Antenatalni skrining deformiteta s pomoću ultrazvuka i drugih fizikalnih metoda
  - Z36.4 Antenatalni skrining fetalnog rasta s pomoću ultrazvuka i drugih fizikalnih metoda
  - Z36.5 Antenatalni skrining izoimunizacije
  - Z36.8 Drugi antenatalni skrining
  - Z36.9 Nespecificirani antenatalni skrining

- Z37 Ishod porođaja
  - Z37.0 Jedno živorođeno
  - Z37.1 Jedno mrtvorođeno
  - Z37.2 Blizanci, oba živorođena
  - Z37.3 Blizanci, jedan živorođeni i jedan mrtvorođeni
  - Z37.4 Blizanci, oba mrtvorođena
  - Z37.5 Drugi višestruki porođaji (trojci, četvorke itd.), svi živorođeni
  - Z37.6 Drugi višestruki porođaji (trojci, četvorke itd.) samo neki živorođeni
  - Z37.7 Drugi višeplodni porođaji, (trojci, četvorke itd.) svi mrtvorođeni
  - Z37.9 Nespecificirano

- Z38 Novorođenčad prema mjestu rođenja
  - Z38.0 Jedno, rođeno u bolnici
  - Z38.1 Jedno, rođeno izvan bolnice
  - Z38.2 Jedno, nespecificirano mjesto rođenja
  - Z38.3 Blizanci, rođeni u bolnici
  - Z38.4 Blizanci, rođeni izvan bolnice
  - Z38.5 Blizanci, nespecificirano mjesto rođenja
  - Z38.6 Više novorođenčadi (trojci, četvorke itd.), rođeni u bolnici
  - Z38.7 Više novorođenčadi (trojci, četvorke itd.), rođeni izvan bolnice
  - Z38.8 Više novorođenčadi, nespecificirano mjesto rođenja

- Z39 Skrb i pretrage nakon porođaja
  - Z39.0 Skrb i pretrage neposredno nakon porođaja
  - Z39.1 Skrb i pretrage dojilje
  - Z39.2 Redovito praćenje nakon porođaja

### (Z40-Z54) - Osobe u tretmanu zbog posebnih problema i skrbi
- Z40 Operacija radi profilakse
  - Z40.0 Operacija radi profilakse rizičnih čibenika u vezi sa zloćudnim novotovinama
  - Z40.8 Druga operacija radi profilakse
  - Z40.9 Operacija radi profilakse, nespecificirano

- Z41 Ostali zahvati koji nisu vezani za liječenje narušena zdravstvenog stanja
  - Z41.0 Presadba kose
  - Z41.1 Druge plastične operacije zbog neprihvatljivoga kozmetskog izgleda (nagrđenosti)
  - Z41.2 Rutinsko i ritualno obrezivanje
  - Z41.3 Bušenje ušne školjke
  - Z41.8 Drugi zahvati obavljeni bez namjere liječenja stanja
  - Z41.9 Zahvati obavljeni bez namjere liječenja stanja, nespecificirani

- Z42 Naknadno zbrinjavanje koje uključuje plastičnu operaciju
  - Z42.0 Naknadno zbrinjavanje koje uključuje plastičnu operaciju na glavi i vratu
  - Z42.1 Naknadno zbrinjavanje koje uključuje plastičnu operaciju na dojci
  - Z42.2 Naknadno zbrinjavanje koje uključuje plastičnu operaciju na drugim dijelovima trupa
  - Z42.3 Naknadno zbrinjavanje koje uključuje plastičnu operaciju na ruci
  - Z42.4 Naknadno zbrinjavanje koje uključuje plastičnu operaciju na nozi
  - Z42.8 Naknadno zbrinjavanje koje uključuje plastičnu operaciju na drugim dijelovima tijela
  - Z42.9 Naknadno zbrinjavanje koje uključuje plastičnu operaciju, nespecificirano

- Z43 Nadgledanje i zbrinjavanje umjetnih otvora
  - Z43.0 Nadgledanje i zbrinjavanje traheostome
  - Z43.1 Nadgledanje i zbrinjavanje gastrostome
  - Z43.2 Nadgledanje i zbrinjavanje ileostome
  - Z43.3 Nadgledanje i zbrinjavanje kolostome
  - Z43.4 Nadgledanje i zbrinjavanje drugih umjetnih otvora na probavnom sustavu
  - Z43.5 Nadgledanje i zbrinjavanje cistostome
  - Z43.6 Nadgledanje i zbrinjavanje drugih umjetnih otvora mokraćnih putova
  - Z43.7 Nadgledanje i zbrinjavanje umjetne rodnice
  - Z43.8 Nadgledanje i zbrinjavanje drugih umjetnih otvora
  - Z43.9 Nadgledanje i zbrinjavanje umjetnih otvora, nespecificirano

- Z44 Postavljanje i podešavanje vanjskih proteza
  - Z44.0 Postavljanje i podešavanje umjetne ruke (kompletno) (djelomično)
  - Z44.1 Postavljanje i podešavanje umjetne noge (kompletno) (djelomično)
  - Z44.2 Postavljanje i podešavanje umjetnog oka
  - Z44.3 Postavljanje i podešavanje vanjske proteze dojke
  - Z44.8 Postavljanje i podešavanje drugih vanjskih proteza
  - Z44.9 Postavljanje i podešavanje vanjskih proteza, nespecificirano

- Z45 Podešavanje i kontrola ugrađenih naprava
  - Z45.0 Podešavanje i kontrola srčanog predvodnika (pacemakera)
  - Z45.1 Podešavanje i kontrola infuzijske crpke
  - Z45.2 Podešavanje i kontrola krvnožilnih pomoćnih naprava
  - Z45.3 Podešavanje i kontrola ugrađene slušne naprave
  - Z45.8 Podešavanje i kontrola drugih naprava
  - Z45.9 Podešavanje i kontrola ugrađenih naprava, nespecificirano

- Z46 Postavljanje i podešavanje drugih naprava
  - Z46.0 Postavljanje i podešavanje naočala i kontaktnih leća
  - Z46.1 Postavljanje i podešavanje slušnog pomagala
  - Z46.2 Postavljanje i podešavanje drugih naprava namijenjenih živčanom sustavu i osjetilima
  - Z46.3 Postavljanje i podešavanje zubne proteze
  - Z46.4 Postavljanje i podešavanje ortodontske naprave
  - Z46.5 Postavljanje i podešavanje ileostome i drugih crijevnih naprava
  - Z46.6 Postavljanje i podešavanje urinarnih naprava
  - Z46.7 Postavljanje i podešavanje ortopedskih naprava
  - Z46.8 Postavljanje i podešavanje drugih specificiranih naprava
  - Z46.9 Postavljanje i podešavanje naprava, nespecificirano

- Z47 Drugo ortopedsko praćenje i zbrinjavanje
  - Z47.0 Praćenje i zbrinjavanje uključujući uklanjanje pločica ili drugih naprava za unutrašnju fiksaciju prijeloma
  - Z47.8 Drugo specificirano ortopedsko praćenje i zbrinjavanje
  - Z47.9 Ortopedsko praćenje i zbrinjavanje, nespecificirano

- Z48 Drugo kirurško praćenje i zbrinjavanje
  - Z48.0 Nadziranje i zbrinjavanje zavoja i šavova
  - Z48.8 Drugo specificirano kirurško praćenje i zbrinjavanje
  - Z48.9 Kirurško praćenje i zbrinjavanje, nespecificirano

- Z49 Liječenje koje uključuje dijalizu
  - Z49.0 Priprema bolesnika za dijalizu
  - Z49.1 Ekstrakorporalna dijaliza
  - Z49.2 Druge dijalize

- Z50 Njega koja uključuje rehabilitacijske postupke
  - Z50.0 Kardijalna rehabilitacija
  - Z50.1 Druga fiziklana terapija
  - Z50.2 Rehabilitacija alkoholičara
  - Z50.3 Rehabilitacija narkomana
  - Z50.4 Psihoterapija,nesvrstano drugamo
  - Z50.5 Rehabilitacija govora
  - Z50.6 Ortoptičke vježbe (vježbe oka)
  - Z50.7 Radna terapija i profesionalna rehabilitacija, nesvrstano drugamo
  - Z50.8 Pomoć drugim rehabilitacijskim postupcima
  - Z50.9 Njega uz primjenu rehabilitacijskih postupaka, nespecificirano

- Z51 Ostala medicinska skrb (zaštita)
  - Z51.0 Radioterapijsko ozračivanje (pojedinačno)
  - Z51.1 Kemotrapijska kura za novotvorine
  - Z51.2 Druge kemoterapije
  - Z51.3 Transfuzija krvi bez navođenja dijagnoze
  - Z51.4 Pripremna njega za kasnije liječenje, nesvrstano drugamo
  - Z51.5 Palijativna skrb
  - Z51.6 Hiposenzibilizacija na alergene
  - Z51.8 Druga medicinska skrb (zaštita)
  - Z51.9 Medicinska skrb (zaštita), nespecificirano

- Z52 Davatelji organa i tkiva
  - Z52.0 Davatelj krvi
  - Z52.1 Davatelj kože
  - Z52.2 Davatelj kosti
  - Z52.3 Davatelj koštane srži
  - Z52.4 Davatelj bubrega
  - Z52.5 Davatelj rožnice
  - Z52.8 Davatelj drugih organa i tkiva
  - Z52.9 Davatelj organa i tkiva, nespecificiran

- Z53 Osobe koje se koriste uslugama zdravstvene službe zbog specificiranih postupaka koji nisu obavljeni
  - Z53.0 Postupak neobavljen zbog kontraindikacija
  - Z53.1 Postupak neobavljen zbog bolesnikova protivljenja iz vjerskih razloga ili zbog pritiska društvene skupine
  - Z53.2 Postupak neobavljen zbog bolesnikova protivljenja iz drugih i nespecificiranih razloga
  - Z53.8 Postupak neobavljen zbog drugih specificiranih razloga
  - Z53.9 Postupak neobavljen, razlog nespecificiran

- Z54 Oporavak
  - Z54.0 Oporavak nakon operacije
  - Z54.1 Oporavak nakon radioterapije
  - Z54.2 Oporavak nakon kemoterapije
  - Z54.3 Oporavak nakon psihoterapije
  - Z54.4 Oporavak nakon liječenja prijeloma
  - Z54.7 Oporavak nakon kombiniranog liječenja
  - Z54.8 Oporavak nakon ostalog liječenja
  - Z54.9 Oporavak nakon liječenja, nespecificirano

### (Z55-Z65) - Osobe ugrožene zbog socioekonomskih i psihosocijalnih okolnosti
- Z55 Problemi zbog obrazovanja i pismenosti
  - Z55.0 Nepismenost ili pismenost niskog stupnja
  - Z55.1 Školovanje nedostupno i nedostižno
  - Z55.2 Učestalo padanje na ispitima
  - Z55.3 Nedovoljan, polovičan uspjeh u školi
  - Z55.4 Neprilagođenost školskom sustavu i neslaganje s nastavnicima i kolegama
  - Z55.8 Drugi problemi zbog pismenosti i obrazovanja
  - Z55.9 Problemi zbog pismenosti i izobrazbe, nespecificirani

- Z56 Problemi vezani uz zaposlenost i nezaposlenost
  - Z56.0 Nezaposlenost, nespecificirana
  - Z56.1 Promjena posla (radnog mjesta)
  - Z56.2 Ugroženost od gubitka namještenja
  - Z56.3 Stres zbog preopterećenosti poslom
  - Z56.4 Neslaganje s poslodavcem i kolegama
  - Z56.5 Neodgovarajući posao
  - Z56.6 Drugo tjelesno i psihičko naprezanje vezano uz rad
  - Z56.7 Ostali i nespecificirani problemi u vezi sa zapošljavanjem

- Z57 Izloženost rizičnim čimbenicima na radnome mjestu (profesionalna)
  - Z57.0 Izloženost buci na radnome mjestu
  - Z57.1 Izloženost zračenju na radnome mjestu
  - Z57.2 Izloženost prašini na radnome mjestu
  - Z57.3 Izloženost drugim onečišćenjima na radnome mjestu
  - Z57.4 Izloženost otrovnim agensima na radnome mjestu u poljoprivredi
  - Z57.5 Izloženost otrovnim agensima na radnome mjestu u drugim industrijama
  - Z57.6 Izloženost nepovoljnoj temperaturi na radnome mjestu
  - Z57.7 Izloženost vibracijama na radnome mjestu
  - Z57.8 Izloženost drugim rizičnim čimbenicima na radnome mjestu
  - Z57.9 Nespecificirana izloženost rizičnim čimbenicima na radnome mjestu

- Z58 Problemi uzrokovani fizikalnim čimbenicima okoliša
  - Z58.0 Izloženost buci
  - Z58.1 Izloženost onečišćenju zraka
  - Z58.2 Izloženost onečišćenju vode
  - Z58.3 Izloženost onečišćenju tla
  - Z58.4 Izloženost zračenju
  - Z58.5 Izloženost drugim onečišćenjima
  - Z58.6 Opskrba neodgovarajućom pitkom vodom
  - Z58.8 Drugi problemi izloženosti fizikalnim čimbenicima okoliša
  - Z58.9 Nespecificirani problemi izloženosti fizikalnim čimbenicima okoliša

- Z59 Problemi stanovanja i imovinskoga stanja
  - Z59.0 Beskućništvo
  - Z59.1 Neodgovarajući stambeni smještaj
  - Z59.2 Nesloga sa susjedima, stanarima i kućevlasnikom
  - Z59.3 Problemi vezani uz život u ustanovama za smještaj
  - Z59.4 Manjak prikladnih namirnica
  - Z59.5 Krajnje siromaštvo
  - Z59.6 Niska primanja
  - Z59.7 Nedostatno socijalno osiguranje i socijalna pomoć
  - Z59.8 Drugi problemi stanovanja i imovinskog stanja
  - Z59.9 Nespecificirani problemi stanovanja i imovinskoga stanja

- Z60 Problemi u vezi s društvenom okolinom
  - Z60.0 Problemi prilagodbe u prijelaznim životnim razdobljima
  - Z60.1 Netipične roditeljske situacije
  - Z60.2 Samački život
  - Z60.3 Teško uklapanje u lokalnu kulturu
  - Z60.4 Isključenost i neprihvaćenost od društva
  - Z60.5 Diskriminirana ili progonjena osoba
  - Z60.8 Drugi problemi u vezi s društvenom sredinom
  - Z60.9 Nespecificirani problem u vezi s društvenom sredinom

- Z61 Teškoće vezane uz negativne događaje u djetinjstvu
  - Z61.0 Gubitak ljubavi u djetinjstvu
  - Z61.1 Udaljavanje od kuće u djetinjstvu
  - Z61.2 Promjena strukture odnosa u obitelji za vrijeme djetinjstva
  - Z61.3 Događaji koji su uvjetovali gubitak samopoštovanja u djetinjstvu
  - Z61.4 Problemi u vezi s navodnim seksualnim zlostavljanjem djeteta od osobe iz skupine glavnih skrbnika
  - Z61.5 Problemi u vezi s navodnim seksualnim zlostavljanjem od osobe koja ne pripada skupini glavnih skrbnika
  - Z61.6 Problemi u vezi s navodnim fizičkim zlostavljanjem djeteta
  - Z61.7 Zastrašujući događaji u djetinjstvu
  - Z61.8 Ostali negativni događaji u djetinjstvu
  - Z61.9 Nespecificirani negativni događaj u djetinjstvu

- Z62 Drugi problemi u vezi s odgojem djeteta
  - Z62.0 Nedovoljni roditeljski nadzor i kontrola
  - Z62.1 Pretjerano roditeljsko štićenje djeteta
  - Z62.2 Institucijski odgoj
  - Z62.3 Neprijateljstvo prema djetetu i postupanje prema djetetu kao prema žrtvenom jarcu
  - Z62.4 Emocionalno zanemarivanje djeteta
  - Z62.5 Drugi problemi u vezi s nemarnim odgojem
  - Z62.6 Neprikladan pritisak roditelja i druge abnormalnosti u odgoju
  - Z62.8 Ostali specificirani odgojni problemi
  - Z62.9 Nespecificirani odgojni problem

- Z63 Drugi problemi u vezi s osnovnom skupinom skrbnika, uključujući i okolnosti u obitelji
  - Z63.0 Problemi u bračnim odnosima
  - Z63.1 Problemi u odnosima prema roditeljima i osobama koje su postale rodbinom sklapanjem braka
  - Z63.2 Nedovoljna potpora obitelji
  - Z63.3 Odsutnost člana obitelji
  - Z63.4 Nestanak i smrt člana obitelji
  - Z63.5 Raspad obitelji zbog odvojena života i razvoda braka
  - Z63.6 Potreba uzdržavanog člana obitelji za kućnom njegom
  - Z63.7 Ostali životno važni stresni događaji koji pogađaju obitelj i kućanstvo
  - Z63.8 Ostali specificirani problemi u vezi s osnovnom skupinom skrbnika
  - Z63.9 Nespecificirani problem u vezi s osnovnom skupinom skrbnika

- Z64 Problemi u vezi s određenim psihosocijalnim okolnostima
  - Z64.0 Problemi u vezi s neželjenom trudnoćom
  - Z64.1 Problemi u vezi s rađanjem više djece
  - Z64.2 Traženje i prihvaćanje poznato opasnih i štetnih fizičkih, prehrambenih i kemijskih postupaka
  - Z64.3 Traženje i prihvaćanje poznato opasnih i štetnih psiholoških postupaka i postupaka s promjenom ponašanja
  - Z64.4 Neslaganje sa savjetnicima

- Z65 Problemi zbog drugih psihosocijalnih razloga
  - Z65.0 Osuda u građanskim i krivičnim postupcima bez zatvaranja
  - Z65.1 Zatvaranje i ostali oblici lišavanja slobode
  - Z65.2 Problemi u vezi s oslobađanjem iz zatvora
  - Z65.3 Problemi u vezi s ostalim pravnim postupcima
  - Z65.4 Žrtve kriminala ili terorizma
  - Z65.5 Izloženost nesreći, ratu i ostalim oblicima neprijateljstva
  - Z65.8 Drugi specificirani problemi u vezi sa psihosocijalnim okolnostima
  - Z65.9 Ostali problemi u vezi s nespecificiranim psihosocijalnim okolnostima

### (Z70-Z76) - Osobe koje primaju medicinske usluge zbog drugih okolnosti
- Z70 Savjetovanje o stavovima, ponašanju i orijentaciji o spolnosti
  - Z70.0 Savjetovanje o stavovima o spolnosti
  - Z70.1 Savjetovanje u vezi s bolesnikovim seksualnim ponašanjem i orijentacijom
  - Z70.2 Savjetovanje o spolnom ponašanju i orijentiranosti druge osobe
  - Z70.3 Savjetovanje zbog niza briga oko stava, ponašanja i orijentacije u vezi sa spolnošću
  - Z70.8 Ostalo savjetovanje o spolnim problemima
  - Z70.9 Nespecificirano savjetovanje o spolnim problemima

- Z71 Osobe koje od zdravstvene službe traže socijalne i medicinske savjete koji nisu svrstani drugamo
  - Z71.0 Osoba koja traži savjet u ime nekoga drugoga
  - Z71.1 Osoba za koju postoji bojazan da je bolesna, a u koje dijagnoza nije postavljena
  - Z71.2 Bolesnik koji traži da mu se rastumače nalazi
  - Z71.3 Savjeti i nadzor nad prehranom
  - Z71.4 Savjetovanje i nadziranje alkoholičara
  - Z71.5 Savjetovanje i nadziranje narkomana
  - Z71.6 Savjetovanje pušača
  - Z71.7 Savjetovanje u vezi s HIV-om
  - Z71.8 Ostalo savjetovanje, specificirano
  - Z71.9 Savjetovanje, nespecificirano

- Z72 Problemi u vezi s načinom života
  - Z72.0 Pušenje
  - Z72.1 Pijenje
  - Z72.2 Drogiranje
  - Z72.3 Nedovoljno tjelesno vježbanje
  - Z72.4 Neprikladna prehrana i jedenje
  - Z72.5 Visokorizično spolno ponašanje
  - Z72.6 Kockanje i klađenje
  - Z72.8 Ostali problemi u vezi s načinom života
  - Z72.9 Problem u vezi s načinom života, nespecificiran

- Z73 Problemi u vezi s organiziranjem vlastita života
  - Z73.0 Krajnja iscrpljenost
  - Z73.1 Isticanje crta ličnosti
  - Z73.2 Nedostatak opuštanja i dokolice
  - Z73.3 Stres, nesvrstan drugamo
  - Z73.4 Neodgovarajući život u društvu, nesvrstan drugamo
  - Z73.5 Sukob s ulogom u društvu, nesvrstan drugamo
  - Z73.6 Ograničenje aktivnosti zbog invalidnosti
  - Z73.8 Drugi problemi u vezi s organiziranjem vlastita života
  - Z73.9 Problem u vezi s organiziranjem vlastita života, nespecificiran

- Z74 Problemi u vezi s ovisnošću o davatelju njege
  - Z74.0 Smanjena pokretljivost
  - Z74.1 Potrebna pomoć kod osobne higijene
  - Z74.2 Potrebna pomoć u kući ako nitko u kućanstvu ne može pružati njegu
  - Z74.3 Potreba za stalnim nadzorom
  - Z74.8 Drugi problemi u vezi s ovisnošću o davatelju njege
  - Z74.9 Problem u vezi s ovisnošću o davatelju njege, nespecificiran

- Z75 Problemi u vezi s medicinskim ustanovama i ostalim oblicima zaštite zdravlja
  - Z75.0 Nemogućnost pružanja medicinske pomoći u kući
  - Z75.1 Čekanje na prijam u drugu odgovarajuću ustanovu
  - Z75.2 Ostala razdoblja čekanja na pretrage i liječnje
  - Z75.3 Neraspolaganje ustanovama za pružanje zaštite i njihova nedostupnost
  - Z75.4 Neraspolaganje drugim ustanovama za pružanje zaštite i njihova nedostupnost
  - Z75.5 Odmor njegovatelja
  - Z75.8 Drugi problemi u vezi sa zdravstvenim ustanovama
  - Z75.9 Nespecificirani problem u vezi sa zdravstvenim ustanovama i ostalim oblicima zdravstvene skrbi

- Z76 Osobe koje kontaktiraju zdravstvenu službu u drugim okolnostima
  - Z76.0 Ponovno izdavanje recepta
  - Z76.1 Zdravstveni nadzor i njega nađene djece
  - Z76.2 Zdravstveni nadzor i njega ostale zdrave dojenčadi i djece
  - Z76.3 Zdravi pratilac bolesnika
  - Z76.4 Smještanje druge osobe, a ne bolesnika, u zdravstvenu ustanovu
  - Z76.5 Simulant
  - Z76.8 Osobe koje kontaktiraju zdravstvenu službu u drugim specificiranim okolnostima
  - Z76.9 Osobe koje kontaktiraju zdravstvenu službu u nespecificiranim okolnostima

### (Z80-Z99) - Osobe zdravstveno ugrožene zbog obiteljske i osobne povijesti, te uvjeta koji utječu na zdravstveno stanje
- Z80 Zloćudne novotovorine u obiteljskoj anamnezi
  - Z80.0 Zloćudne novotvorine probavnih organa u obiteljskoj anamnezi
  - Z80.1 Zloćudne novotvorine dušnika, dušnice, pluća u otiteljskoj anamnezi
  - Z80.2 Zloćudne novotvorine drugih respiratornih i intratorokalnih organa u obiteljskoj anamnezi
  - Z80.3 Zloćudne novotvorine dojke u obiteljskoj anamnezi
  - Z80.4 Zloćudne novotvorine spolnih organa u obiteljskoj anamnezi
  - Z80.5 Zloćudne novotvorine urinarnog sustava u obiteljskoj anamanezi
  - Z80.6 Leukemija u obiteljskoj anamenzi
  - Z80.7 Ostale zloćudne novotvorine limfoidnih, hematopoeznih i srodnih tkiva u obiteljskoj anamnezi
  - Z80.8 Zloćudne novotvorine drugih organa ili sustava u obiteljskoj anamanezi
  - Z80.9 Zloćudne novotvorine u obiteljskoj anamnezi, neoznačene

- Z81 Duševni poremećaji i poremećaji ponašanja u obiteljskoj anamnezi
  - Z81.0 Duševna zaostalost u obiteljskoj anamnezi
  - Z81.1 Ovisnost o alkoholu u obiteljskoj anamnezi
  - Z81.2 Ovisnost o pušenju u obiteljskoj anamnezi
  - Z81.3 Ostali oblici ovisnosti o psihoaktivnim tvarima u obiteljskoj anamnezi
  - Z81.4 Drugi oblici ovisnosti u obiteljskoj anamnezi
  - Z81.8 Ostali duševni poremećaji i poremećaji ponašanja u obiteljskoj anamnezi

- Z82 Pojedine invalidnosti i kronične bolesti koje završavaju invalidnošću u obiteljskoj anamnezi
  - Z82.0 Epilepsija i druge bolesti živčanog sustava u obiteljskoj anamnezi
  - Z82.1 Sljepoća i gubitak vida u obiteljskoj anamnezi
  - Z82.2 Gluhoća i gubitak sluha u obiteljskoj anamnezi
  - Z82.3 Moždani udar u obiteljskoj anamnezi
  - Z82.4 Ishemična bolest srca i druge bolesti cirkulacijskog sustava u obiteljskoj anamnezi
  - Z82.5 Astma i druge kronične bolesti donjih dišnih putova u obiteljskoj anamnezi
  - Z82.6 Artritis i druge bolesti mišićno-koštanog sustava i vezivnoga tkiva u obiteljskoj anamnezi
  - Z82.7 Kongenitalne malformacije, deformacije i kromosomske abnormalnosti u obiteljskoj anamnezi
  - Z82.8 Invalidnost, drugi poremećaji i kronične bolesti koje završavaju invalidnošću u obiteljskoj anamnezi, nesvrstane drugamo

- Z83 Ostali specifični poremećaji u obiteljskoj anamnezi
  - Z83.0 HIV-bolest u obiteljskoj anamnezi
  - Z83.1 Druge zarazne i parazitarne bolesti u obiteljskoj anamnezi
  - Z83.2 Bolesti krvi i krvotvornih organa i neki poremećaji imunološkog sustava u obiteljskoj anamnezi
  - Z83.3 Šećerna bolest u obiteljskoj anamnezi
  - Z83.4 Endokrine bolesti, poremećaji metabolizma i prehrane u obiteljskoj anamanezi
  - Z83.5 Poremećaji vida i sluha u obiteljskoj anamnezi
  - Z83.6 Bolesti dišnog sustava u obiteljskoj anamnezi
  - Z83.7 Bolesti probavnog sustava u obiteljskoj anamnezi

- Z84 Ostale bolesti i stanja u obiteljskoj anamnezi
  - Z84.0 Bolesti kože i potkožnih tkiva u obiteljskoj anamnezi
  - Z84.1 Bolesti bubrega i uretera u obiteljskoj anamnezi
  - Z84.2 Bolesti genitourinarnog sustava u obiteljskoj anamnezi
  - Z84.3 Konsangvinitet u obiteljskoj anamnezi
  - Z84.8 Druga naznačena stanja u obiteljskoj anamnezi

- Z85 Zloćudne novotvorine u osobnoj anamnezi
  - Z85.0 Zloćudne novotvorine probavnih organa u osobnoj anamnezi
  - Z85.1 Zloćudne novotvorine dušnika, bronha i pluća u osobnoj anamnezi
  - Z85.2 Zloćudne novotvorine drugih respiratornih i intratorakalnih organa u osobnoj anamnezi
  - Z85.3 Zloćudne novotvorine dojke u osobnoj anamnezi
  - Z85.4 Zloćudne novotvorine spolnih organa u osobnoj anamnezi
  - Z85.5 Zloćudne novotvorine urinarnog sustava u osobnoj anamnezi
  - Z85.6 Leukemija u osobnoj anamnezi
  - Z85.7 Ostale zloćudne novotvorine limfoidnih, hematopoeznih i srodnih tkiva u osobnoj anamnezi
  - Z85.8 Zloćudne novotvorine drugih organa ili sustava u osobnoj anamnezi
  - Z85.9 Zloćudne novotvorine, neoznačane, u osobnoj anamnezi

- Z86 Dokazane druge bolesti u osobnoj anamnezi
  - Z86.0 Zloćudne novotvorine u osobnoj anamnezi
  - Z86.1 Zarazne i parazitarne bolesti u osobnoj anamnezi
  - Z86.2 Bolesti krvi i krvotvornih organa i nekih poremećaja imunološkog sustava u osobnoj anamnezi
  - Z86.3 Endokrine bolesti, bolesti prehrane i metabolizma u osobnoj anamnezi
  - Z86.4 Ovisnost o psihoaktivnim tvarima u osobnoj anamnezi
  - Z86.5 Duševni poremećaji i poremećaji ponašanja u osobnoj anamnezi
  - Z86.6 Bolesti živčanog sustava i organa osjetila u osobnoj anamnezi
  - Z86.7 Bolesti srca i krvnožilnog sustava u osobnoj anamnezi

- Z87 Ostale bolesti i stanja u osobnoj anamnezi
  - Z87.0 Bolesti dišnog sustava u osobnoj anamnezi
  - Z87.1 Bolesti probavnog sustava u osobnoj anamnezi
  - Z87.2 Bolesti kože i potkožnoga tkiva u osobnoj anamnezi
  - Z87.3 Bolesti mišićno-koštanog sustava i vezivnoga tkiva u osobnoj anamnezi
  - Z87.4 Bolesti genitourinarnog sustava u osobnoj anamnezi
  - Z87.5 Komplikacije u trudnoći, porođaju i babinjama u osobnoj anamnezi
  - Z87.6 Određena stanja nastala u novorođenačkom razdoblju u osobnoj anamnezi
  - Z87.7 Priorođene malformacije, deformiteti i kromosomske abnormalnosti u osobnoj anamnezi
  - Z87.8 Druga specificirana stanja u osobnoj anamnezi

- Z88 Alergija na lijekove, medicinske preparate i biološke tvari u osobnoj anamnezi
  - Z88.0 Alergija na penicilin u osobnoj anamnezi
  - Z88.1 Alergija na druge antibiotike u osobnoj anamnezi
  - Z88.2 Alergija na sulfonamide u osobnoj anamnezi
  - Z88.3 Alergija na druge antiinfektivne lijekove u osobnoj anamnezi
  - Z88.4 Alergija na anestetska sredstva u osobnoj anamnezi
  - Z88.5 Alergija na narkotička sredstva u osobnoj anamnezi
  - Z88.6 Alergija na analgetska sredstva u osobnoj anamnezi
  - Z88.7 Alergija na serume i cjepiva u osobnoj anamnezi
  - Z88.8 Alergija na druge lijekove, medicinske preparate i biološka sredstva u osobnoj anamnezi
  - Z88.9 Alergija na nespecificirane lijekove, medicinske preparate i biološka sredstva u osobnoj anamnezi

- Z89 Stečeni gubitak udova
  - Z89.0 Stečeni gubitak prsta(iju) (uključujući palac), jednostrani
  - Z89.1 Stečeni gubitak šake i ručnoga zgloba
  - Z89.2 Stečeni gubitak ruke iznad ručnoga zgloba
  - Z89.3 Stečeni gubitak obiju ruku (sve razine)
  - Z89.4 Stečeni gubitak stopala i gležnja
  - Z89.5 Stečeni gubitak noge do ili ispod koljena
  - Z89.6 Stečeni gubitak noge iznad koljena
  - Z89.7 Stečeni gubitak obiju nogu (sve razine, osim kada nedostaju samo prsti stopala)
  - Z89.8 Stečeni gubitak ruke i noge (sve razine)
  - Z89.9 Stečeni gubitak uda, nespecificiran

- Z90 Stečeni gubici organa, nesvrstani drugamo
  - Z90.0 Stečeni gubitak dijela glave i vrata
  - Z90.1 Stečeni gubitak dojke(i)
  - Z90.2 Stečeni gubitak jetre(dijela)
  - Z90.3 Stečeni gubitak dijelova želuca
  - Z90.4 Stečeni gubitak drugih dijelova probavnog sustava
  - Z90.5 Stečeni gubitak bubrega
  - Z90.6 Stečeni gubitak drugih dijelova urinarnog sustava
  - Z90.7 Stečeni gubitak spolnih organa
  - Z90.8 Stečeni gubitak drugih organa

- Z91 Rizični čimbenici u osobnoj anamnezi, nesvrstani drugamo
  - Z91.0 Alergija na druge tvari, izuzevši lijekove i biološke tvari, u osobnoj anamnezi
  - Z91.1 Neobavljanje medicinskog liječenja i nepridržavanje propisanog načina života u osobnoj anamnezi
  - Z91.2 Loša osobna higijena u osobnoj anamnezi
  - Z91.3 Nezdravi raspored (ritam) spavanja i budnosti u osobnoj anamnezi
  - Z91.4 Psihološka trauma u osobnoj anamnezi, nesvrstana drugamo
  - Z91.5 Samoozljeđivanje u osobnoj anamnezi
  - Z91.6 Druga psihička trauma u osobnoj anamnezi
  - Z91.8 Ostali nesvrstani rizični čimbenici u osobnoj anamnezi, nesvrstani drugamo

- Z92 Medicinsko liječenje u osobnoj anamnezi
  - Z92.0 Kontracepcija u osobnoj anamnezi
  - Z92.1 Dugotrajno uzimanje antikoagulatnih lijekova (i sada) u osobnoj anamnezi
  - Z92.2 Dugotrajno uzimanje drugih lijekova (i sada) u osobnoj anamnezi
  - Z92.3 Zračenje u osobnoj anamnezi
  - Z92.4 Velika operacija u osobnoj anamnezi, nesvrstana drugamo
  - Z92.5 Rehabilitacija u osobnoj anamnezi
  - Z92.8 Drugo medicinsko liječenje u osobnoj anamnezi
  - Z92.9 Medicinsko liječenje u osobnoj anamnezi, nespecificirano

- Z93 Stanje nakon uspostavljanja umjetnih otvora
  - Z93.0 Stanje traheostome
  - Z93.1 Stanje gastrostome
  - Z93.2 Stanje ileostome
  - Z93.3 Stanje kolostome
  - Z93.4 Stanje drugih umjetnih otvora u probavnom sustavu
  - Z93.5 Stanje cistostome
  - Z93.6 Stanje drugih umjetnih otvora mokraćnih putova
  - Z93.8 Stanje drugih umjetnih otvora
  - Z93.9 Stanje umjetnih otvora, nespecificirano

- Z94 Stanje nakon presadbe organa i tkiva
  - Z94.0 Stanje nakon presadbe bubrega
  - Z94.1 Stanje nakon presadbe srca
  - Z94.2 Stanje nakon presadbe pluća
  - Z94.3 Stanje nakon presadbe srca i pluća
  - Z94.4 Stanje nakon presadbe jetre
  - Z94.5 Stanje nakon presadbe kože
  - Z94.6 Stanje nakon presadbe kosti
  - Z94.7 Stanje nakon presadbe rožnice
  - Z94.8 Stanje nakon presadbe drugih organa i tkiva
  - Z94.9 Stanje nakon presadbe organa i tkiva, nespecificirano

- Z95 Prisutnost srčanih i krvnožilnih usadaka (implantata) i presađenih dijelova
  - Z95.0 Prisutnost srčanog predvodnika (pacemakera)
  - Z95.1 Prisutnost aortokoronarnog premoštenja (bypass) presađivanjem dijelova žile
  - Z95.2 Prisutnost srčanog zaliska - proteze
  - Z95.3 Prisutnost srčanog zalistka - biološkog podrijetla
  - Z95.4 Prisutnost drugih srčanih zalistaka
  - Z95.5 Prisutnost koronarnih angioplastičnih umetaka i presađenih dijelova
  - Z95.8 Prisutnost drugih srčanih i krvnožilnih usadaka i presađenih dijelova
  - Z95.9 Prisutnost srčanih i krvnožilnih usadaka i presađenih dijelova, nespecificirana

- Z96 Prisutnost drugih funkcionalnih usadaka (implantata)
  - Z96.0 Prisutnost urogenitalnih implantata
  - Z96.1 Prisutnost intraokularne leće
  - Z96.2 Prisutnost ušnih i slušnih implantata
  - Z96.3 Prisutnost umjetnog grkljana
  - Z96.4 Prisutnost endokrinih implantata
  - Z96.5 Prisutnost zubnih usadaka i implantata donje čeljusti
  - Z96.6 Prisutnost ortopedskih implantata zglobova
  - Z96.7 Prisutnost drugih implantata kostiju i tetiva
  - Z96.8 Prisutnost drugih specificiranih funkcionalnih implantata
  - Z96.9 Prisutnost funkcionalnih implantata, nespecificirana

- Z97 Prisutnost ostalih naprava
  - Z97.0 Prisutnost umjetnog oka
  - Z97.1 Prisutnost umjetnog uda (potpuna, djelomična)
  - Z97.2 Prisutnost zubne proteze (potpuna, djelomična)
  - Z97.3 Prisutnost naočala i kontaktnih leća
  - Z97.4 Prisutnost vanjskoga slušnog pomagala
  - Z97.5 Prisutnost intrauterinog kontracepcijskog sredstva
  - Z97.8 Prisutnost drugih specificiranih pomagala

- Z98 Druga stanja nakon operacija
  - Z98.0 Stanje nakon premoštenja i spajanja crijeva
  - Z98.1 Stanje nakon artodeze (kirurško zakočenje zgloba)
  - Z98.2 Stanje nakon ugradnje naprave za drenažu cerebrospinalne tekućine
  - Z98.8 Druga specificirana stanja nakon operacije

- Z99 Ovisnost o napravama i pomagalima, nesvrstana drugamo
  - Z99.0 Ovisnost o aspiratoru
  - Z99.1 Ovisnost o respiratoru (umjetna pluća)
  - Z99.2 Ovisnost o dijalizi bubrega
  - Z99.3 Ovisnost o invalidskim kolicima
  - Z99.8 Ovisnost o drugim napravama i pomagalima
  - Z99.9 Ovisnost o napravama i pomagalima, nespecificirana

## Vanjske poveznice
- MKB-10 Z00-Z99 2007. - WHO[neaktivna poveznica]